# Omicidio di Ahmet Yıldız
L'omicidio di Ahmet Yıldız (1982-2008) ha avuto luogo il 15 luglio 2008 nel quartiere di Üsküdar ad Istanbul, la città più popolosa della Turchia. Si ritiene che l'assassino sia il padre di Ahmet, Yahya Yıldız, e che questo assassinio costituisca il primo delitto d'onore gay venuto alla luce in Turchia.

## L'omicidio
Ahmet Yıldız era un attivista dei diritti LGBT turco, iscritto all'associazione LGBT Lambdaistanbul e studente di Fisica presso la Marmara Üniversitesi di Istanbul.
Ahmet aveva dichiarato apertamente la sua omosessualità alla propria famiglia, ricevendone un forte rifiuto e l'invito a curarsi presso un dottore o un Imam. Secondo molti, il movente dell'omicidio di Ahmet risiederebbe proprio nel suo coming-out pubblico e in famiglia, più che nell'omosessualità stessa (che è socialmente tollerata in Turchia quando non è vissuta pubblicamente).
Già un anno prima dell'omicidio Ahmet aveva ricevuto minacce di morte e aveva sporto denuncia contro la propria famiglia presso la procura (savcılık) competente, senza tuttavia ricevere protezione e senza che la procura svolgesse alcuna indagine.
Ahmet fu aggredito la notte del 15 luglio 2008 nel quartiere dove abitava, in prossimità di un bar dove stava recandosi per acquistare un gelato;  la sua prima reazione fu quella salire in macchina e tentare la fuga. Tre dei cinque proiettili sparati colpirono il petto del ragazzo, che perse il controllo del veicolo e si schiantò contro un muro.
Ahmet morì poco dopo all'ospedale.
Uno dei proiettili andati a vuoto colpì di striscio la gamba sinistra dell'allora deputata del Partito per la Giustizia e lo Sviluppo Ümmühan Daraca.
Dopo la morte, la famiglia si rifiutò inizialmente di dare sepoltura al corpo e solo dopo una settimana provvide al funerale, cui però nessun membro della famiglia partecipò.
In seguito all'omicidio, il cugino di Yıldız, Ahmet Kaya, rilasciò un comunicato affermando che il ragazzo era l'unico figlio di una famiglia curda benestante e molto conservatrice di Şanlıurfa.
L'avvocato dei diritti umani Fırat Söyle, che in passato aveva aiutato Ahmet in qualità di consulente presso l'associazione Lambdaistanbul, affermò in occasione dell'assassinio che tre mesi prima di esso il ragazzo si era rivolto alla procura competente in seguito alle minacce di morte ricevute dalla propria famiglia, ma che nessuna indagine era stata aperta al riguardo e nessuna forma di protezione era stata fornita a Yıldız. L'uccisione di Ahmet venne ampiamente trattata dai media. Il quotidiano inglese The Independent osservò in quell'occasione che il problema dei delitti d'onore non riguardava (e riguarda) la sola Turchia.
Il responsabile dell'omicidio è ritenuto il padre di Ahmet, Yahya Yıldız.

## Il processo
Il processo per l'omicidio di Ahmet Yıldız è cominciato l'8 settembre 2009, e il padre Yahya Yıldız è al momento l'unico imputato.
İbrahim Can, partner di Ahmet e suo coabitante dopo che questi ebbe abbandonato il proprio ambiente familiare, ha dichiarato in relazione all'accaduto: "Ho ricevuto il sostegno di molte istituzioni per quanto riguarda la lotta in nome del mio compagno. Anche la signora Ümmühan, rimasta ferita, è stata di grande aiuto per l'apertura del processo. La ringrazio. Mi lascia attonito il fatto che non siano ancora stati catturati gli assassini di Ahmet. Avevamo reso noto, recandoci assieme in procura, che era stato minacciato di morte dalla sua stessa famiglia. Ritengo che siamo stati discriminati in quanto omosessuali. Se avessi avuto una ragazza anziché un ragazzo la situazione non sarebbe quella che è". La sentenza è stata rinviata per consentire il reperimento di ulteriori prove.
Dopo la sesta udienza, İbrahim Can ha affermato: "Non si riesce a far saltare fuori gli assassini. Non è ancora stato emanato un mandato di cattura internazionale. Voglio che un tale mandato venga emanato in una delle prossime udienze. Il tribunale deve cambiare il suo atteggiamento omofobo. Ormai la vicenda ha assunto sfumature politiche. Le autorità devono dimostrare di essere volenterose e risolute nello sforzo di catturare il padre. In un paese omofobo manca la volontà di far luce su una vicenda simile". Ha poi reso noto che si rivolgerà alla Corte europea dei diritti dell'uomo.
In occasione della dodicesima udienza del processo il padre di Ahmet non era ancora stato arrestato, e la corte ha respinto la richiesta dell'organizzazione SPoD (acronimo per Associazione per le politiche sociali e gli studi sull'identità di genere e sessuale) di prendere parte al processo.

## Conseguenze dell'omicidio
L'omicidio di Ahmet ha acceso i riflettori nazionali ed internazionali sui diritti LGBT in Turchia. In particolare, la lentezza del processo e l'inerzia delle autorità pubbliche nel tentare di catturare il padre di Ahmet hanno ricevuto forti condanne da Amnesty International. Le Nazioni Unite, proprio partendo dall'omicidio di Ahmet, hanno evidenziato come sempre più spesso le persone LGBT sia vittime di delitti d'onore in vari paesi del mondo.
Dopo l'omicidio, Ahmet è diventato un simbolo della protesta della comunità LGBT Turca: subito dopo la morte sono iniziati ad apparire sui muri e nei vicoli del quartiere di Tunel graffiti raffiguranti Ahmet; il disegno in bianco e nero dell'artista giapponese Gengoroh Tagame che ritrae Ahmet, con sotto scritto Ahmet Yildiz is My Family si può vedere un po' ovunque nel quartiere ed è diventato una costante di tutte le manifestazioni per i diritti LGBT in Turchia.
L'omicidio ha anche portato alla ribalta internazionale la difficile situazione dei diritti civili delle persone LGBT in Turchia dove, da una parte, la società civile diviene ogni giorno più vivace e omosessuali (sia uomini che donne) reclamano apertamente diritti ed uguaglianza mentre, dall'altra, si assiste ad una forte reazione da parte di ambienti integralisti e tradizionalisti legati al governo filo-islamico.

## Il film
Il 13 gennaio 2012 è uscito in Turchia il film Zenne Dancer, per la regia di Caner Alper e Mehmet Binay.
I contenuti della pellicola traggono ispirazione dalla vicenda dell'omicidio di Ahmet Yıldız.
La giuria del 48º Festival del cinema di Antalya "Arancia d'oro" ("Antalya Altın Portakal Film Festivali") ha assegnato a Zenne il primo premio per la categoria "migliore opera prima" e altri riconoscimenti.